# Siuslaw (fleuve)
Le Siuslaw est un fleuve américain d'une longueur de 180 km qui coule dans l'État de l'Oregon.